# Tlyaratinsky (huyện)
Huyện Tlyaratinsky (tiếng Nga: ? райо́н) là một huyện hành chính tự quản (raion), của Dagestan, Nga. Huyện có diện tích 1635 km², dân số thời điểm ngày 1 tháng 1 năm 2000 là 18600 người. Trung tâm của huyện đóng ở Tlyarata.